# Belgian Swingjazz Orchestra
Het Belgian Swingjazz Orchestra (BSJO) is een jazzensemble dat Belgische jazz brengt uit de periode 1927-1957. 
Johan Vandendriessche, de oprichter van het orkest, wilde hiermee hommage brengen aan de muziek van legendarische musici uit de Belgische jazzgeschiedenis, zoals Gus Deloof, Fud Candrix, David Bee, Frank Engelen, Peter Packay, Stan Brenders, Robert De Kers, Gus Viseur, Django Reinhardt, en anderen. De nadruk valt op jazzmuziek uit het interbellum en de periode erna, waarin achtereenvolgens de dixielandstijl van de jaren twintig, de swingmuziek van de jaren dertig, en de bopmuziek van de jaren veertig populair werden. De jaren vijftig worden vertegenwoordigd door boogie-achtige stukken.

## Bezetting
Het orkest bestaat uit 10 muzikanten in een wisselende bezetting. Onder de leden van het orkest bevinden zich bekende jazzmuzikanten zoals Bart Defoort die daarnaast ook in andere groepen of alleen optreden, en dit vaak in een heel andere stijl:
- trombone: Lode Mertens, Carlo Mertens, Marc Godfroid, Phil Abraham
- saxofoon/klarinet: Herman Vanspauwen, Bart Defoort, Johan Vandendriessche, Peter Vandendriessche, Dieter Limbourg, Wietse Meys, Bruno Vansina
- trompet: Nico Schepers, Jeroen Van Malderen
- bas: Roman Korolik
- drums: Jan De Haas, Luc Vanden Bosch
- piano: Leon Lhoest